# Brian Murphy (calciatore)
Brian Murphy (Waterford, 7 maggio 1983) è un calciatore irlandese, di ruolo portiere.

## Carriera
Il 1º gennaio 2010 si trasferisce all'Ipswich Town.
L'11 agosto 2011 firma un biennale coi Queens Park Rangers.

## Palmarès

### Club

#### Competizioni nazionali
- Campionato irlandese: 2

Bohemians: 2008, 2009
- Coppa d'Irlanda: 1

Bohemians: 2008
- Coppa di Lega irlandese: 1

Bohemians: 2009